# Capilla Notre Dame du Haut
La capilla de Notre Dame du Haut en Ronchamp, Francia, conocida informalmente como Ronchamp, es una capilla de culto católico que fue  construida entre 1950 y 1955. Es una creación del  arquitecto francosuizo Le Corbusier, y uno de los ejemplos más importantes de la arquitectura religiosa del siglo XX.
La capilla en Ronchamp es singular en el estilo de Le Corbusier, quien en este edificio abandona sus principios de estandarización y de la máquina estética, dando lugar a una respuesta específica para el lugar. Por propia admisión de Le Corbusier, fue el lugar el que proporcionó la geometría sobre la que apoyó su solución, junto con su herencia histórica como lugar de adoración. Le Corbusier también detectó una relación sagrada de la colina con sus alrededores, las montañas del Jura en la distancia y de la colina misma, dominando el paisaje.
La naturaleza del sitio dio lugar a un conjunto arquitectónico que para algunos críticos tiene muchas semejanzas con la Acrópolis, desde el ascenso en el fondo de la colina hasta los eventos arquitectónicos y de paisaje a lo largo del camino, ya que no se puede ver el edificio hasta que no se alcanza casi totalmente la cima de la colina.

## Arquitectura
La planta de la iglesia se compone de una nave de formas curvilíneas, con dos entradas en los costados, un altar principal y tres capillas bajo las torres. En el exterior, en su fachada este y arropada por los muros y la cubierta, existen también un altar y un púlpito para la celebración de misas al aire libre. 
Consta principalmente de paredes curvas, siendo también curva la cáscara de hormigón armado que constituye la cubierta. El edificio presenta la masividad propia de la construcción tradicional realizada con muros de carga, acentuada por pequeños huecos abocinados rectangulares, de tamaños y proporciones desiguales, que perforan la pared sur, única gruesa del edificio. Dichos huecos están cerrados con vidrios de colores brillantes, que proporcionan una iluminación débil dentro del edificio, lo que refuerza su naturaleza sagrada. A esa luz coloreada se suma la que proporciona la estrecha franja que separa la cubierta de los cerramientos laterales, y la luz indirecta que resbala por el interior de las tres torres y que ilumina las capillas secundarias. La pared este está también perforada por pequeños huecos que desde el interior representan un firmamento de estrellas, en el que destaca la hornacina pasante (se ve tanto desde el interior como desde el exterior) en la que se dispuso una escultura de la Virgen María, bajo cuya advocación se encuentra el edificio.
La estructura en la Capilla de Notre Dame du Haut es de hormigón armado y mampostería. La cubierta, una cáscara de hormigón armado, es la inversión de una cúpula tradicional, siendo convexa hacia abajo y cóncava hacia arriba. Está parcialmente apoyada en pilares, de manera que queda una franja de separación entre la misma y los cerramientos, por la que penetra la luz.

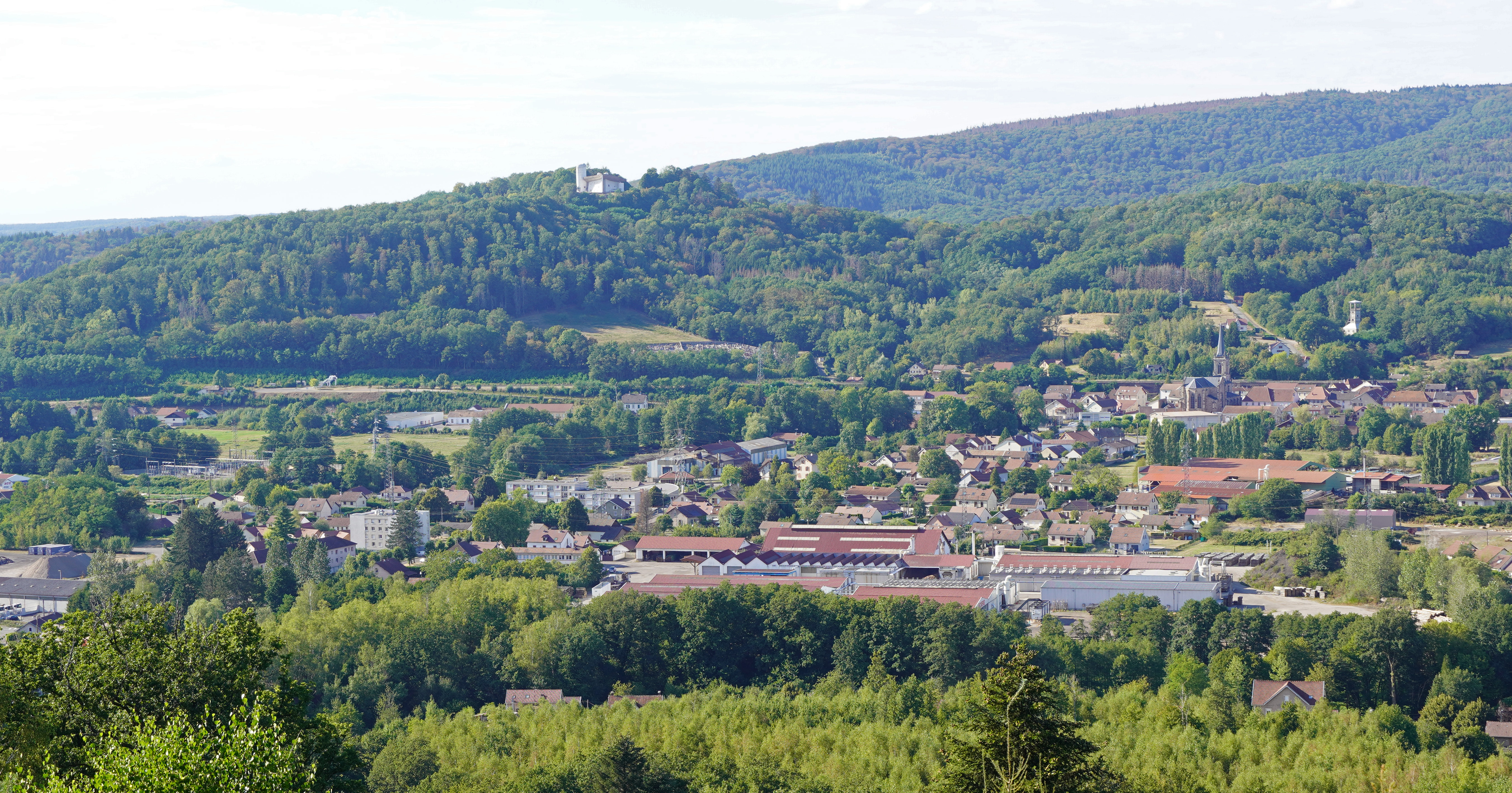
Vista de Ronchamp y la capilla.

Los acabados de la capilla, tanto exteriores como interiores, son modestos. El suelo está inclinado hacia el altar, siguiendo la pendiente de la colina.
Estas formas orgánicas pueden estar relacionadas con el contexto arquitectónico de mediados del siglo XX. Después de años en los que la rectitud prevaleció en los proyectos, en la década de los cincuenta se dio un desarrollo de las curvas. El Museo Guggenheim de Nueva York de Frank Lloyd Wright marcó el camino a seguir, aunque Eero Saarinen, Jorn Utzon y Le Corbusier, ya habían utilizado las formas orgánicas en sus villas de la década de los veinte.
La parte principal de la estructura consiste en dos membranas de hormigón armado separadas por un espacio, formando una cáscara que constituye, al mismo tiempo, la cubierta exterior y la bóveda interior del edificio. Un espacio de varios centímetros entre la cáscara de la azotea y las paredes proporciona una entrada de luz. Las aras son de piedra blanca de Borgoña, siendo el resto de los altares de hormigón prefabricado pulido. Las torres se construyeron de albañilería de piedra y hormigón armado. La impermeabilización de la cubierta se protegió de la radiación ultravioleta con un revestimiento exterior de aluminio. El banco para la comunión se distinguió del resto (de madera) construyéndose de hierro fundido.

## Ampliación
En 2011 se ha inaugurado la ampliación de Notre Dame du Haut. La ha llevado a cabo Renzo Piano en colaboración con Michel Corajoud, un paisajista francés. Su presencia no interfiere en la visión desde la capilla y se abre hacia el paisaje. Un nuevo edificio reemplaza al antiguo centro de visitantes.